# Pteronarcys sachalina
Pteronarcys sachalina är en bäcksländeart som beskrevs av František Klapálek 1908. Pteronarcys sachalina ingår i släktet Pteronarcys och familjen Pteronarcyidae. Inga underarter finns listade i Catalogue of Life.